# Haploceros sphenotypa
Haploceros sphenotypa är en fjärilsart som beskrevs av Turner 1947. Haploceros sphenotypa ingår i släktet Haploceros och familjen mätare. Inga underarter finns listade i Catalogue of Life.